# Kurivka, Horodok
Kurivka (în ucraineană Курівка) este localitatea de reședință a comunei Kurivka din raionul Horodok, regiunea Hmelnîțkîi, Ucraina.

## Demografie
Componența lingvistică a localității Kurivka
     Ucraineană (99,37%)
     Alte limbi (0,64%)
Conform recensământului din 2001, majoritatea populației localității Kurivka era vorbitoare de ucraineană (99,37%), existând în minoritate și vorbitori de alte limbi.